# Alexander Foliforov
Alexander Foliforov, né le 8 mars 1992 à Kovrov, est un coureur cycliste russe.

## Biographie
Après de bonnes performances en montagne chez les espoirs, Alexander Foliforov devient coureur professionnel en 2015 au sein de la formation RusVelo.
En mai 2016, il prend le départ du Tour d'Italie, son premier grand tour. Il s'y révèle en remportant la quinzième étape, disputée sous la forme d'un contre-la-montre en côte à l'Alpe de Siusi, en réalisant au sommet le meilleur temps devant tous les favoris du Giro, dont notamment le maillot rose Steven Kruijswijk, deuxième à seulement quelques dixièmes de seconde,.

## Palmarès

### Palmarès sur route
- 2013
  - 4e étape du Grand Prix d'Adyguée
  - 5e du championnat d'Europe sur route espoirs
- 2014
  - 1re et 5e étapes de la Ronde de l'Isard d'Ariège
  - 4e étape du Grand Prix d'Adyguée
  - 2e du Trofeo Banca Popolare di Vicenza
- 2015
  - Grand Prix de Sotchi :
    - Classement général
    - 4e étape (contre-la-montre)

  - 2e du Grand Prix Sotchi Mayor
- 2016
  - 15e étape du Tour d'Italie (contre-la-montre)

### Résultats sur les grands tours

#### Tour d'Italie
2 participations
- 2016 : 45e, vainqueur de la 15e étape (contre-la-montre)
- 2017 : 40e

### Classements mondiaux
| Année           | 2012 | 2013 | 2014 | 2015 | 2016   | 2017   |
| --------------- | ---- | ---- | ---- | ---- | ------ | ------ |
| UCI Europe Tour | 826e | 266e | 134e | 176e | 1 544e | 1 279e |